# Giulianova Calcio 2003-2004
Questa pagina raccoglie le informazioni riguardanti il Giulianova Calcio nelle competizioni ufficiali della stagione 2003-2004.

## Stagione
Nella stagione 2003-2004 il Giulianova disputa il girone B del campionato di Serie C1, raccoglie 41 punti che valgono l'undicesimo posto finale. Evitando il Play-out per un solo punto. Allenata da Francesco D'Arrigo la squadra giallorossa ottiene 19 punti nel girone di andata e 22 punti nel girone di ritorno. Il torneo ha promosso in Serie B il Catanzaro diretto, ed il Crotone che si aggiudica i Play-off. Nella Coppa Italia di Serie C il Giulianova disputa il girone M di qualificazione, che ha promosso ai sedicesimi di finale la Rosetana ed il Chieti, cogliendo due vittorie e due sconfitte.

## Rosa
| N. |                   | Ruolo | Calciatore           |
| -- | ----------------- | ----- | -------------------- |
|    | Italia (bandiera) | A     | Mirco Antenucci      |
|    | Italia (bandiera) | P     | Andrea Armellini     |
|    | Italia (bandiera) | D     | Nicola Binchi        |
|    | Italia (bandiera) | C     | Alfredo Cariello     |
|    | Italia (bandiera) | C     | Roberto Cau          |
|    | Italia (bandiera) | D     | Marcello Cottafava   |
|    | Italia (bandiera) | A     | Giuseppe Cozzolino   |
|    | Italia (bandiera) | D     | Cristiano Del Grosso |
|    | Italia (bandiera) | C     | Federico Del Grosso  |
|    | Italia (bandiera) | C     | Tiziano De Patre     |
|    | Italia (bandiera) | C     | Domenico Di Cola     |
|    | Italia (bandiera) | A     | Danilo D'Ignazio     |
|    | Italia (bandiera) | C     | Davide Drascek       |
|    | Italia (bandiera) | A     | Firmino Elia         |
|    | Italia (bandiera) | C     | Simone Felci         |

| N. |                   | Ruolo | Calciatore            |
| -- | ----------------- | ----- | --------------------- |
|    | Italia (bandiera) | A     | Alessio Frati         |
|    | Italia (bandiera) | C     | Rocco Giannone        |
|    | Italia (bandiera) | P     | Stefano Grilli        |
|    | Italia (bandiera) | C     | Gianni Munari         |
|    | Italia (bandiera) | C     | Antonio Obbedio       |
|    | Italia (bandiera) | C     | Davide Olivares       |
|    | Italia (bandiera) | D     | Stefano Olivieri      |
|    | Italia (bandiera) | A     | Matteo Pelatti        |
|    | Italia (bandiera) | P     | Christian Puggioni    |
|    | Italia (bandiera) | C     | Daniele Scartozzi     |
|    | Italia (bandiera) | C     | Simone Sinagra        |
|    | Italia (bandiera) | D     | Paolo Siroti          |
|    | Italia (bandiera) | D     | Massimiliano Tangorra |
|    | Italia (bandiera) | D     | Trevor Trevisan       |

## Risultati

### Campionato

#### Girone di andata
| 31 agosto 2003 1ª giornata | Giulianova | 3 – 0 Risultato assegnato (3-0) dal Giudice Sportivo | Martina |  |

| Arbitro: | Celi (Bari) |

|             |           |  |
| Giraldi 60’ | Marcatori |  |

| Arbitro: | Mariuzzo (Venezia) |

|                  |           |  |
| Facci 11’ (aut.) | Marcatori |  |

| Arbitro: | Velotto (Grosseto) |

|  |           |             |
|  | Marcatori | 72’ Pelatti |

| Giulianova 28 settembre 2003 5ª giornata | Giulianova     | 0 – 0 | Sporting Benevento | Stadio Rubens Fadini\| Arbitro: \| Marelli (Como) \| |
| Arbitro:                                 | Marelli (Como) |       |                    |                                                      |

| Arbitro: | Liberti (Genova) |

|              |           |                   |
| Tangorra 74’ | Marcatori | 50’ (rig.) Di Deo |

| Arbitro: | P.S. Mazzoleni (Bergamo) |

|              |           |                                 |
| Cariello 75’ | Marcatori | 1’, 68’ Scandurra 20’ Napolioni |

| Arbitro: | Zanzi (Lugo di Romagna) |

|                          |           |              |
| Apa 38’, 71’ Triuzzi 76’ | Marcatori | 79’ Cariello |

| Arbitro: | Herberg (Messina) |

|  |           |                                     |
|  | Marcatori | 45’ (rig.) Elia 90+5’ C. Del Grosso |

| Arbitro: | Marelli (Como) |

|  |           |                                    |
|  | Marcatori | 7’ G. Corona 90+2’ (rig.) Biancone |

| Arbitro: | Caristia (Siracusa) |

|                             |           |  |
| Pasca 16’ Faieta 83’ (rig.) | Marcatori |  |

| Giulianova 16 novembre 2003 12ª giornata | Giulianova          | 0 – 0 | Foggia | Stadio Rubens Fadini\| Arbitro: \| Barbirati (Ferrara) \| |
| Arbitro:                                 | Barbirati (Ferrara) |       |        |                                                           |

| Arbitro: | Brunialti (Trento) |

|           |           |              |
| Munari 4’ | Marcatori | 10’ Sibilano |

| Arbitro: | Giglioni (Siena) |

|           |           |  |
| Nassi 73’ | Marcatori |  |

| Arbitro: | Stefanini (Prato) |

|                       |           |                                            |
| Elia 20’ Cariello 68’ | Marcatori | 16’ Tarantino 17’ Pagliarini 26’ Bertolini |

| Arbitro: | Forconi (Aprilia) |

|              |           |  |
| Anastasi 56’ | Marcatori |  |

| Arbitro: | Crugliano (Crotone) |

|                            |           |  |
| Olivieri 55’ Cozzolino 83’ | Marcatori |  |

#### Girone di ritorno
| Arbitro: | Di Fiore (Aosta) |

|                                  |           |              |
| Da Silva 42’, 58’, 82’ Mitri 88’ | Marcatori | 36’ Tangorra |

| Arbitro: | Pierpaoli (Firenze) |

|                     |           |                  |
| Cariello 31’ (rig.) | Marcatori | 49’ (rig.) Marta |

| Arbitro: | Tonolini (Milano) |

|                              |           |          |
| Deflorio 25’ (rig.) Taua 86’ | Marcatori | 4’ Frati |

| Arbitro: | Brunialti (Trento) |

|                                 |           |  |
| Cozzolino 34’ C. Del Grosso 36’ | Marcatori |  |

| Arbitro: | Gava (Conegliano) |

|            |           |  |
| Molino 33’ | Marcatori |  |

| Arbitro: | Mariuzzo (Venezia) |

|                                                   |           |            |
| Giannone 11’ (rig.) Frati 16’ Tangorra 30’ (rig.) | Marcatori | 57’ Di Deo |

| San Benedetto del Tronto 7 marzo 2004 24ª giornata | Sambenedettese | 0 – 0 | Giulianova | Stadio Riviera delle Palme\| Arbitro: \| Ciampi (Roma) \| |
| Arbitro:                                           | Ciampi (Roma)  |       |            |                                                           |

| Arbitro: | Barbirati (Ferrara) |

|                                 |           |  |
| C. Del Grosso 52’ Cozzolino 75’ | Marcatori |  |

| Arbitro: | Saveri (Viterbo) |

|                     |           |              |
| Giannone 35’ (rig.) | Marcatori | 29’ Chiavaro |

| Arbitro: | Lops (Torino) |

|                                   |           |                     |
| Ferrigno 26’ G. Corona 44’ (rig.) | Marcatori | 77’ (rig.) Giannone |

| Arbitro: | Padovan (Conegliano) |

|                     |           |  |
| Giannone 24’ (rig.) | Marcatori |  |

| Arbitro: | Tommasi (Bassano del Grappa) |

|                                              |           |  |
| De Zerbi 49’ (rig.), 59’ Trevisan 74’ (aut.) | Marcatori |  |

| Arbitro: | Iannone (Napoli) |

|  |           |                        |
|  | Marcatori | 46’ Pelatti 70’ Munari |

| Arbitro: | Mariuzzo (Venezia) |

|                  |           |                           |
| Pelatti 34’, 56’ | Marcatori | 80’ (rig.) Ferreira Pinto |

| Arbitro: | Ciampi (Roma) |

|                      |           |              |
| Juric 8’ Beretta 35’ | Marcatori | 63’ Olivieri |

| Arbitro: | Giglioni (Siena) |

|                      |           |                            |
| Munari 11’ Frati 12’ | Marcatori | 19’ Ventura 27’ Mortelliti |

| Arbitro: | La Rocca (Ercolano) |

|                |           |  |
| Cacciaglia 65’ | Marcatori |  |

### Coppa Italia Serie C

#### Girone M
| 17 agosto 2003 1ª giornata |  | – Turno di riposo Giulianova |  |  |

| Arbitro: | Di Renzo (Ostia Lido) |

|           |           |  |
| Cossa 44’ | Marcatori |  |

| Arbitro: | Saveri (Viterbo) |

|  |           |             |
|  | Marcatori | 60’ Mengoni |

| Arbitro: | Ciancaleoni (Foligno) |

|            |           |                        |
| Di Deo 16’ | Marcatori | 31’ Elia 65’ Cozzolino |

| Arbitro: | Pantana (Macerata) |

|                        |           |  |
| Antenucci 64’ Elia 80’ | Marcatori |  |